# Iglesia de San Juan Bautista (Allué)
La iglesia de San Juan Bautista en Allué, municipio de Sabiñánigo, en la provincia de Huesca, Aragón, es una iglesia del siglo XII.

## Arquitectura
La iglesia románica está consagrada consagrada a San Juan Bautista. Se compone de una nave de sillares con un tejado de madera y un coro semicircular con una ventana. La entrada se realizada desde el lado sur, por una sencilla portada. Anexo a este edificio principal hay una torre-campanario con una planta superior y un tejado a dos aguas.

## Literatura
- Cayetano Enríquez de Salamanca: Rutas del Románico en la provincia de Huesca. Enríquez de Salamanca Editor, Madrid, 1993 (2. Edición), P. 77, ISBN 84-398-9582-8